# The War of the Worlds (arcadespel)
The War of the Worlds is een arcadespel gebaseerd op H. G. Wells’ roman The War of the Worlds. Er zijn twee versies van het spel, gelijk in speelwijze maar anders op het gebied van graphics. De eerste werd uitgebracht door Cinematronics in 1979, en bevatte zwart-wit graphics. Een gekleurde versie kwam uit in 1982.
Qua speelwijze en graphics was het spel in feite een kopie van Space Invaders. De enige verschillen waren dat er gebruik werd gemaakt van 3D vector graphics, en dat de vijanden in het spel Martianen zijn. De speelwijze is simpel: de speler moet Martiaanse driepoten kapotschieten en ondertussen voorkomen dat hij zelf geraakt wordt. Het spel geeft de speler ook de mogelijkheid tijdelijk een schild te activeren.